# Kloten (Wisconsin)
Kloten ist eine Siedlung auf gemeindefreiem Gebiet im Calumet County im US-amerikanischen Bundesstaat Wisconsin.
Benannt ist die Ortschaft nach der schweizerischen Stadt Kloten.

## Geografie

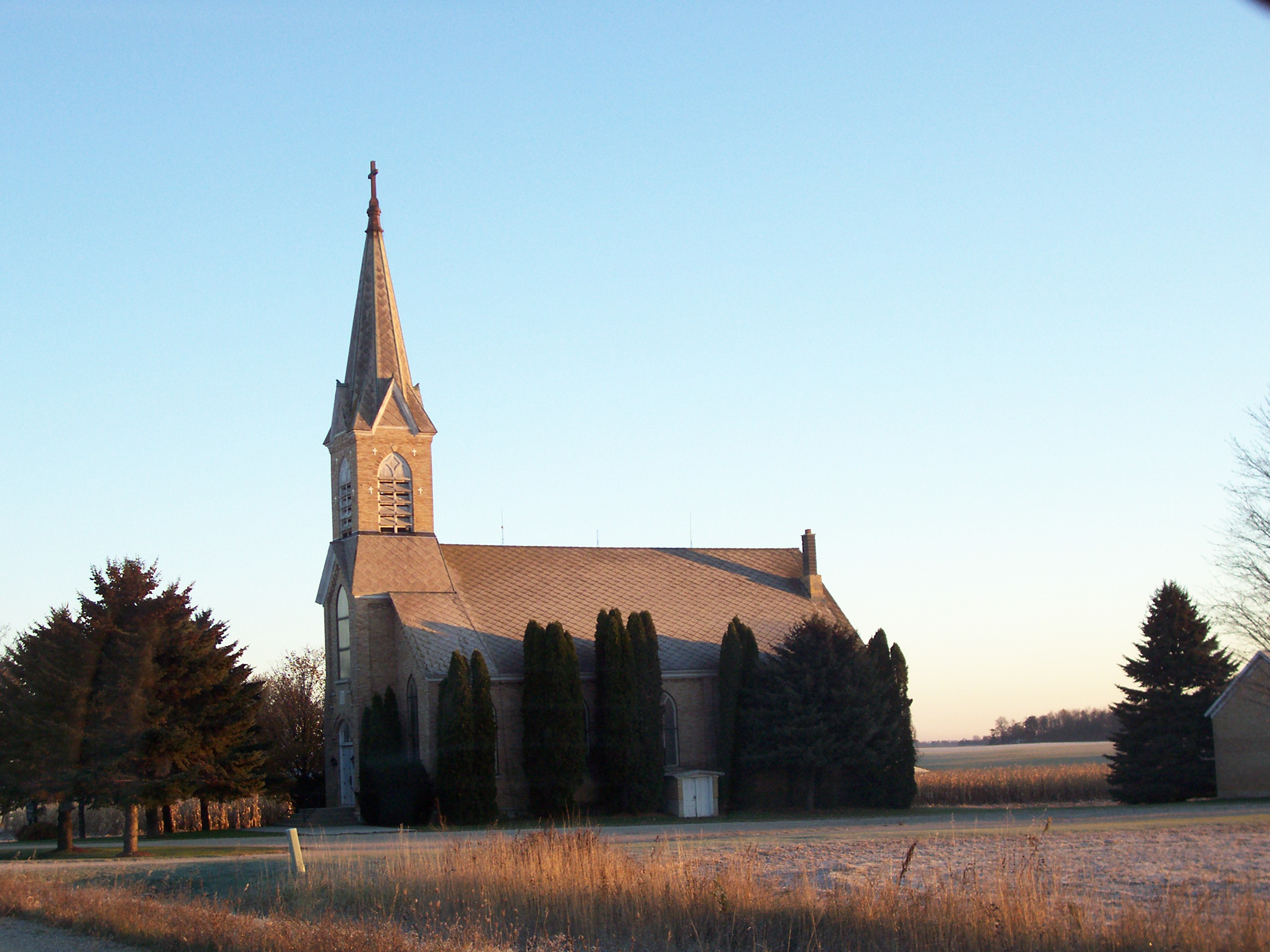
St. Elizabeth’s Church

Kloten liegt im Osten Wisconsins, 6 km östlich des Winnebagosees und rund 50 km westlich der Green Bay des Michigansees.
Die geografischen Koordinaten von Kloten sind 44°02'05" nördlicher Breite und 88°15'57" westlicher Länge. Der Ort liegt im Süden der Town of Stockbridge.
Nachbarorte von Kloten sind Stockbridge (6,7 km nordwestlich) und Chilton (8,8 km östlich).
Die nächstgelegenen größeren Städte sind Appleton (38,4 km nordwestlich), Green Bay am Michigansee (66 km nordnordöstlich), Wisconsins größte Stadt Milwaukee (131 km südsüdöstlich) und Wisconsins Hauptstadt Madison (158 km südwestlich).

## Verkehr
In Kloten treffen die County Highways F und C zusammen.  Alle weiteren Straßen sind untergeordnete Landstraßen, teils unbefestigte Fahrwege sowie innerörtliche Verbindungsstraßen.
Der nächste Flughafen ist der 48 km nordwestlich gelegene Outagamie County Regional Airport bei Appleton.